# Melomys talaudium
Melomys talaudium  (Thomas, 1921) è un roditore della famiglia dei Muridi endemico delle isole Talaud.

## Descrizione

### Dimensioni
Roditore di medie dimensioni, con la lunghezza della testa e del corpo tra 173 e 174 mm, la lunghezza della coda tra 150 e 183 mm e la lunghezza delle orecchie tra 13 e 16 mm.

### Aspetto
Le parti superiori sono bruno-arancioni brillanti, mentre le parti ventrali sono giallo-brunastre. Le zampe sono bianche. La coda è più lunga della testa e del corpo, è uniformemente marrone chiara ed è ricoperta da 13 anelli di scaglie per centimetro, corredata ciascuna da 3 peli.

## Biologia

### Comportamento
È una specie arboricola.

## Distribuzione e habitat
Questa specie è endemica delle isole Karakelong e Salebabu, nelle Isole Talaud.

## Conservazione
La IUCN Red List, considerato che questa specie è conosciuta soltanto in due località, dove l'habitat è soggetto a degrado, classifica M.talaudium come specie in pericolo (EN).